# Сао Карлос (Сао Пауло)
Сао Карлос (порт. São Carlos) град је у Бразилу у савезној држави Сао Пауло. Према процени из 2007. у граду је живело 212.956 становника.

## Становништво
Према процени из 2007. у граду је живело 212.956 становника.
| 1991.   | 2000.   |
| ------- | ------- |
| 158,221 | 192,998 |